# Katynon
Katynon – organiczny związek chemiczny, alkaloid wytwarzany przez czuwaliczkę jadalną. Wykazuje strukturalne podobieństwo do efedryny, katyny i innych pochodnych amfetaminy. Ma działanie stymulujące, prawdopodobnie jest główną substancją odpowiedzialną za psychoaktywne działanie czuwaliczki jadalnej.